# Solarni tornjevi
Solarni tornjevi su vrsta solarnih termalnih elektrana, energetskog postrojenja koje koristi sunčevu toplinsku energiju za dobivanje električne energije. Spadaju u obnovljive izvore energije.
Ovaj tip elektrane usmjerava sunčeve zrake uz pomoć više stotina ili tisuća zrcala na izmjenjivač topline ("kolektor") koji se nalazi na vrhu tornja.
Izmjenjivač topline služi za prijenos toplinske energije sunca na radni medij (to može biti voda, rastaljene soli, zrak) 
koji se nakon zagrijavanja koristi u nekom od termodinamičkih ciklusa, čiji je krajnji cilj proizvesti električnu energiju.

## Prikupljanje solarne energije
Zrcala koja su raspoređena na prostoru oko tornja nalaze se na mehaniziranim nosačima koji se još nazivaju i heliostati.  
U nosače su ugrađeni motori koji rotiraju zrcala oko dvije osi. Ovakav sustav za pozicioniranje je potreban jer kolektor može iskoristiti
samo svjetlost koja na njega pada okomito, što znači da ako sunčeva zraka padne na kolektorsku površinu pod kutom, 
jedino komponenta zrake okomita na površinu kolektora biva iskorištena. Heliostati su računalno upravljani tako da 
svakodnevno prate promjenu položaja sunca od istoka do zapada, ali i da anuliraju promjene kuta sunčeve svjetlosti koje se 
zbivaju tokom godine, odnosno izmjene godišnjih doba.

## Skladištenje itransformacija energije
S obzirom na to da insolaciju ne možemo kontrolirati, postavlja se potreba za skladištenjem dovoljne količine toplinske energije kako bi postrojenje funkcioniralo i u uvjetima smanjene koncentracije sunčevog zračenja npr. nepovoljnih meteoroloških uvjeta ili čak i preko noći. Postoji nekoliko tehnologija skladištenja toplinske energije. U ranoj fazi razvoja solarnih tornjeva
koristilo se skladištenje vode pri 280°C i 50 bar, ta je tehnologija omogućavala skladištenje na svega sat vremena, danas se uvodi sustav koji koristi rastaljene soli. One se na vrhu tornja zagrijavaju na 565°C i nakon toga skladište u spremnik za "vruću" sol. Po potrebi se iz spremnika šalju u izmjenjivač topline u kojem predaju toplisku energiju pari koja sudjeluje u konvencionalnom Rankineovom ciklusu., nakon izlaska iz izmjenjivača soli su na temperaturi od 290°C (iznad njihovog tališta) i skladište se u spremink za "hladnu" sol. Na ovaj naćin se planira toplisku energiju skladištiti i do 15h što bi omogućilo proizvodnju struje 24h dnevno.

## Cijena električne energije
Ekonomska isplativost ovakvih postrojenja se tek počinje postizati. Iako sam koncept solarnih tornjeva postoji još od 1970-tih godina, ove tehnologije bi veći proboj na tržište mogle ostvariti tek u nadolazećim desetljećima, zahvaljujući okretanju obnovljivim izvorima energije. Isplativost je funkcija veličine projekta, tako da će s gradnjom sve većih postrojenja ova tehnologija ostvarivati bolje rezultate. Najveće redukcije troškova su ostvarive na samim heliostatima u vidu stanjenja stakla, povećanja refleksivnosti i boljeg sustava održavanja reflektivnih površina. Također će daljnji razvoj biti usmjeren na smanjenje gubitaka energije na kolektoru, gdje se osim refleksije zračenja događa i hlađenje izmjenjivača zbog konvekcije (vjetar puše i hladi površinu kolektora). 
 Danas se cijena električne energije iz solarnih tornjeva procjenjuje na 7-8 cent/kWh što se do 2020. planira spustiti na 4-5 cent/KWh.

## Komercijalni projekti
- eSolar Projects
- SENER - Projects
- BrightSource Energy  Arhivirana inačica izvorne stranice od 2. travnja 2009. (Wayback Machine)
- Device Logic  Arhivirana inačica izvorne stranice od 6. srpnja 2011. (Wayback Machine)
- Experimental Solar Thermal Power Plant Jülich (Kraftanlagen München) - YouTube
- The Solar Tres Power Tower - the first commercial molten salt central receiver plant in the world   Arhivirana inačica izvorne stranice od 8. prosinca 2009. (Wayback Machine)

## Vanjske poveznice
- World's largest CSP solar tower to power 10,000 homes  Arhivirana inačica izvorne stranice od 29. lipnja 2011. (Wayback Machine)
- Power in the desert: solar towers will harness sunshine of southern Spain
- Salt-Free Solar: CSP Tower Using Air  Arhivirana inačica izvorne stranice od 12. siječnja 2014. (Wayback Machine)